# Odalisque aux magnolias
Odalisque aux magnolias – ou Odalisque couchée aux magnolias – est un tableau réalisé par le peintre français Henri Matisse en 1923 à Nice, dans les Alpes-Maritimes. Cette huile sur toile est un nu féminin dont le modèle est Henriette Darricarrère. Partie de la série des Odalisques, elle représente une odalisque aux seins nus allongée sur un tissu vert à rayures, entre des fruits et des magnolias. Passée par la galerie Bernheim-Jeune, à Paris, la peinture a été la propriété de David Rockefeller. Elle demeure au sein d'une collection privée après avoir été vendue chez Christie's le 8 mai 2018 pour 80 750 000 $, un montant record pour une œuvre de l'artiste.
Une lithographie de Henri Matisse de 1923 porte le même titre.

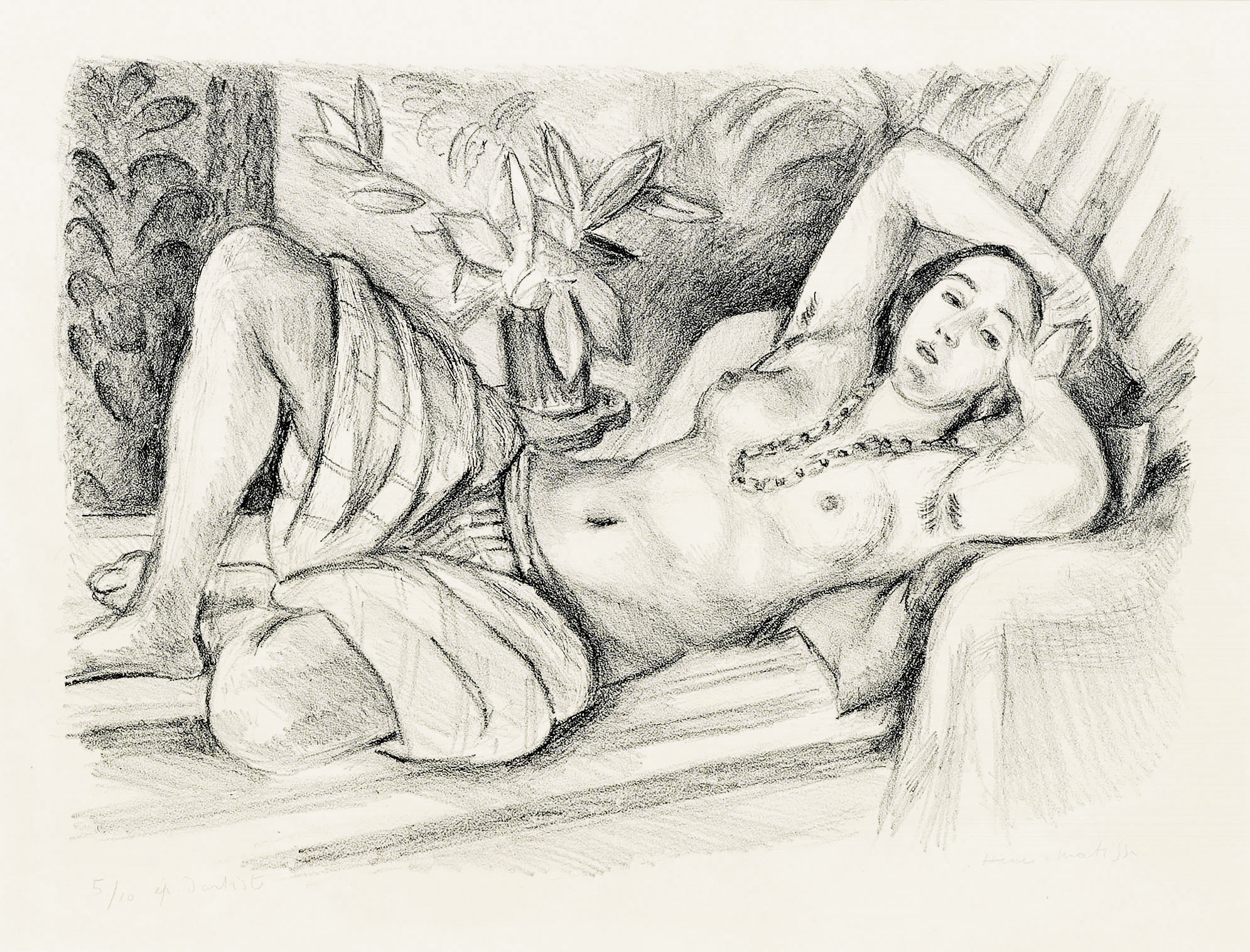
Odalisque aux magnolias, lithographie